# زیردریایی یو-۶۰۹
زیردریایی یو-۶۰۹ (به انگلیسی: German submarine U-609) یک زیردریایی بود که طول آن ۶۷٫۱ متر (۲۲۰ فوت ۲ اینچ) بود. این زیردریایی در سال ۱۹۴۱ ساخته شد.